# Sixième circonscription de l'Oise
La sixième circonscription de l'Oise est l'une des sept circonscriptions législatives françaises que compte le département de l'Oise (60) situé en région Hauts-de-France.

## Historique des députations
| Législature | Début de mandat | Fin de mandat  | Député                  | Parti politique | Observations |
| ----------- | --------------- | -------------- | ----------------------- | --------------- | --- |
| IXe         | 23 juin 1988    | 1er avril 1993 | François-Michel Gonnot  | UMP             | |
| Xe          | 2 avril 1993    | 21 avril 1997  | François-Michel Gonnot  | UMP             | Mandat écourté à la suite d'une dissolution parlementaire décidée par Jacques Chirac.                                                      |
| XIe         | 12 juin 1997    | 18 juin 2002   | Patrice Carvalho        | PCF             | |
| XIIe        | 19 juin 2002    | 19 juin 2007   | François-Michel Gonnot  | UMP             | |
| XIIIe       | 20 juin 2007    | 19 juin 2012   | François-Michel Gonnot, | UMP,            | |
| XIVe        | 20 juin 2012    | 20 juin 2017   | Patrice Carvalho        | PCF             | |
| XVe         | 21 juin 2017    | 21 juin 2022   | Carole Bureau-Bonnard   | LREM            | |
| XVIe        | 22 juin 2022    | 9 juin 2024    | Michel Guiniot          | RN              | Conseiller régional des Hauts-de-France depuis 2015 Mandat écourté à la suite d'une dissolution parlementaire décidée par Emmanuel Macron. |

## Description géographique et démographique
La sixième circonscription de l'Oise est délimitée par le découpage électoral de la loi n°86-1197 du 24 novembre 1986
, elle regroupe les divisions administratives suivantes : 
- Canton de Compiègne-Nord
- Canton de Guiscard
- Canton de Lassigny
- Canton de Noyon
- Canton de Ressons-sur-Matz
- Canton de Ribécourt-Dreslincourt

La sixième circonscription de l'Oise se situe dans la partie Est du département. Elle englobe Compiègne et s'étend jusque Noyon.
D'après le recensement général de la population en 2019, réalisé par l'Institut national de la statistique et des études économiques (INSEE), la population totale de cette circonscription est estimée à 108 466 habitants, en augmentation en comparaison du recensement de 1999.

## Historique des élections

### Élections de 1988
| Candidat       | Candidat                   | Parti          | Premier tour | Premier tour | Second tour | Second tour |  |
| Candidat       | Candidat                   | Parti          | Voix         | %            | Voix        | %           |  |
| -------------- | -------------------------- | -------------- | ------------ | ------------ | ----------- | ----------- |  |
|                | François-Michel Gonnot élu | UDF (PR) (URC) | 15 777       | 38,86        | 22 494      | 50,5        |  |
|                | Roland Florian sortant     | PS             | 15 773       | 38,85        | 22 049      | 49,5        |  |
|                | Pierre Descaves sortant    | FN             | 4 687        | 11,54        |             |             |  |
|                | Jacques Desmoulin          | PCF            | 4 363        | 10,75        |             |             |  |
|                |                            |                |              |              |             |             |  |
| Inscrits       | Inscrits                   | Inscrits       | 61 829       | 100,00       | 61 814      | 100,00      |  |
| Abstentions    | Abstentions                | Abstentions    | 20 334       | 32,89        | 16 254      | 26,3        |  |
| Votants        | Votants                    | Votants        | 41 495       | 67,11        | 45 560      | 73,7        |  |
| Blancs et nuls | Blancs et nuls             | Blancs et nuls | 895          | 2,16         | 1 017       | 2,23        |  |
| Exprimés       | Exprimés                   | Exprimés       | 40 600       | 97,84        | 44 543      | 97,77       |  |

Le suppléant de François-Michel Gonnot était Charles Poggioli, docteur vétérinaire, maire de Cuts.

### Élections de 1993
| Candidat       | Candidat                             | Parti          | Premier tour | Premier tour | Second tour | Second tour |  |
| Candidat       | Candidat                             | Parti          | Voix         | %            | Voix        | %           |  |
| -------------- | ------------------------------------ | -------------- | ------------ | ------------ | ----------- | ----------- |  |
|                | François-Michel Gonnot sortant réélu | UDF (PR)       | 19 186       | 44,72        | 24 887      | 69,84       |  |
|                | Pierre Descaves                      | FN             | 6 919        | 16,13        | 10 746      | 30,16       |  |
|                | Gérard Beylle                        | PS (ADFP)      | 4 828        | 11,25        |             |             |  |
|                | Jean-Claude Lefebvre                 | Les Verts (EÉ) | 4 394        | 10,24        |             |             |  |
|                | Jacques Desmoulin                    | PCF            | 3 680        | 8,58         |             |             |  |
|                | Bruno Ferlay                         | LO             | 1 296        | 3,02         |             |             |  |
|                | Danielle Aurès                       | LT-LNÉ         | 1 197        | 2,79         |             |             |  |
|                | Albert Ferra                         | Divers droite  | 754          | 1,76         |             |             |  |
|                | Geneviève Agostini                   | Divers droite  | 653          | 1,52         |             |             |  |
|                |                                      |                |              |              |             |             |  |
| Inscrits       | Inscrits                             | Inscrits       | 64 213       | 100,00       | 64 212      | 100,00      |  |
| Abstentions    | Abstentions                          | Abstentions    | 19 228       | 29,94        | 22 002      | 34,26       |  |
| Votants        | Votants                              | Votants        | 44 985       | 70,06        | 42 210      | 65,74       |  |
| Blancs et nuls | Blancs et nuls                       | Blancs et nuls | 2 078        | 4,62         | 6 577       | 15,58       |  |
| Exprimés       | Exprimés                             | Exprimés       | 42 907       | 95,38        | 35 633      | 84,42       |  |

Le suppléant de François-Michel Gonnot était Jean-Claude Pascual, RPR, commerçant, de Machemont.

### Élections de 1997
| Candidat       | Candidat                       | Parti             | Premier tour | Premier tour | Second tour | Second tour |  |
| Candidat       | Candidat                       | Parti             | Voix         | %            | Voix        | %           |  |
| -------------- | ------------------------------ | ----------------- | ------------ | ------------ | ----------- | ----------- |  |
|                | François-Michel Gonnot sortant | UDF (PR)          | 12 681       | 27,6         | 20 038      | 40,92       |  |
|                | Patrice Carvalho élu           | PCF               | 10 862       | 23,64        | 20 641      | 42,15       |  |
|                | Pierre Descaves                | FN                | 10 287       | 22,39        | 8 293       | 16,93       |  |
|                | Jean-Jacques Cousin            | PS                | 6 756        | 14,71        |             |             |  |
|                | Françoise Hacquart             | Les Verts         | 1 267        | 2,76         |             |             |  |
|                | Jean-Marc Iskin                | LO                | 1 062        | 2,31         |             |             |  |
|                | André Pauquet                  | Divers écologiste | 919          | 2            |             |             |  |
|                | Benoit Hofferer                | LDI (CNIP)        | 835          | 1,82         |             |             |  |
|                | Claude Gouigoux                | Divers droite     | 550          | 1,2          |             |             |  |
|                | Elisabeth Fontaine             | MÉI               | 470          | 1,02         |             |             |  |
|                | Guy Schaub                     | US4J              | 253          | 0,55         |             |             |  |
|                |                                |                   |              |              |             |             |  |
| Inscrits       | Inscrits                       | Inscrits          | 65 670       | 100,00       | 65 671      | 100,00      |  |
| Abstentions    | Abstentions                    | Abstentions       | 18 120       | 27,59        | 15 356      | 23,38       |  |
| Votants        | Votants                        | Votants           | 47 550       | 72,41        | 50 315      | 76,62       |  |
| Blancs et nuls | Blancs et nuls                 | Blancs et nuls    | 1 608        | 3,38         | 1 343       | 2,67        |  |
| Exprimés       | Exprimés                       | Exprimés          | 45 942       | 96,62        | 48 972      | 97,33       |  |

Le suppléant de Patrice Carvalho était Jacques Desmoulin, conseiller municipal de Choisy-au-Bac, attaché parlementaire.

### Élections de 2002
| Candidat       | Candidat                   | Parti            | Premier tour | Premier tour | Second tour | Second tour |  |
| Candidat       | Candidat                   | Parti            | Voix         | %            | Voix        | %           |  |
| -------------- | -------------------------- | ---------------- | ------------ | ------------ | ----------- | ----------- |  |
|                | François-Michel Gonnot élu | UMP              | 17 094       | 38,13        | 21 781      | 51,05       |  |
|                | Patrice Carvalho sortant   | PCF              | 15 561       | 34,71        | 20 881      | 48,95       |  |
|                | Pierre Descaves            | FN               | 7 689        | 17,15        |             |             |  |
|                | Bernard Hellal             | Pôle républicain | 1 225        | 2,73         |             |             |  |
|                | Françoise Hacquart         | Les Verts        | 1 125        | 2,51         |             |             |  |
|                | Frédéric Létuve            | CPNT             | 547          | 1,22         |             |             |  |
|                | Jean-Marc Iskin            | LO               | 500          | 1,12         |             |             |  |
|                | Yves Bayart                | LCR              | 431          | 0,96         |             |             |  |
|                | Didier Andrieux            | MPF              | 299          | 0,67         |             |             |  |
|                | Gérard Debergue            | MNR              | 244          | 0,54         |             |             |  |
|                | Bernard Teper              | IR               | 112          | 0,25         |             |             |  |
|                |                            |                  |              |              |             |             |  |
| Inscrits       | Inscrits                   | Inscrits         | 69 410       | 100,00       | 69 409      | 100,00      |  |
| Abstentions    | Abstentions                | Abstentions      | 23 781       | 34,26        | 25 098      | 36,16       |  |
| Votants        | Votants                    | Votants          | 45 629       | 65,74        | 44 311      | 63,84       |  |
| Blancs et nuls | Blancs et nuls             | Blancs et nuls   | 802          | 1,76         | 1 649       | 3,72        |  |
| Exprimés       | Exprimés                   | Exprimés         | 44 827       | 98,24        | 42 662      | 96,28       |  |

Le suppléant de François-Michel Gonnot était Philippe Lemaire, directeur de la Communauté de communes de la Haute-Vallée de l'Oise.

### Élections de 2007
| Candidat       | Candidat                             | Parti          | Premier tour | Premier tour | Second tour | Second tour |  |
| Candidat       | Candidat                             | Parti          | Voix         | %            | Voix        | %           |  |
| -------------- | ------------------------------------ | -------------- | ------------ | ------------ | ----------- | ----------- |  |
|                | François-Michel Gonnot sortant réélu | UMP            | 19 424       | 44,5         | 22 829      | 54,01       |  |
|                | Patrice Carvalho                     | PCF            | 10 768       | 24,67        | 19 437      | 45,99       |  |
|                | Renza Fresch                         | PS             | 4 691        | 10,75        |             |             |  |
|                | Michel Guiniot                       | FN             | 3 297        | 7,55         |             |             |  |
|                | Dominique Ciavatti                   | UDF–MoDem      | 2 027        | 4,64         |             |             |  |
|                | Arnaud Caron                         | Les Verts      | 1 099        | 2,52         |             |             |  |
|                | Marie-France Gibout                  | MPF            | 626          | 1,43         |             |             |  |
|                | Jean Petit                           | LCR            | 584          | 1,34         |             |             |  |
|                | Michèle Létuve                       | CPNT           | 459          | 1,05         |             |             |  |
|                | Hélène Becherini                     | LO             | 346          | 0,79         |             |             |  |
|                | Philippe Fraysse                     | Divers         | 212          | 0,49         |             |             |  |
|                | Louise Roussel                       | Divers         | 117          | 0,27         |             |             |  |
|                |                                      |                |              |              |             |             |  |
| Inscrits       | Inscrits                             | Inscrits       | 73 674       | 100,00       | 73 684      | 100,00      |  |
| Abstentions    | Abstentions                          | Abstentions    | 29 185       | 39,61        | 29 624      | 40,2        |  |
| Votants        | Votants                              | Votants        | 44 489       | 60,39        | 44 060      | 59,8        |  |
| Blancs et nuls | Blancs et nuls                       | Blancs et nuls | 839          | 1,89         | 1 794       | 4,07        |  |
| Exprimés       | Exprimés                             | Exprimés       | 43 650       | 98,11        | 42 266      | 95,93       |  |

### Élections de 2012
| Candidat       | Candidat                       | Parti                    | Premier tour | Premier tour | Second tour | Second tour |  |
| Candidat       | Candidat                       | Parti                    | Voix         | %            | Voix        | %           |  |
| -------------- | ------------------------------ | ------------------------ | ------------ | ------------ | ----------- | ----------- |  |
|                | François-Michel Gonnot sortant | UMP                      | 12 333       | 28,54        | 15 862      | 36,95       |  |
|                | Patrice Carvalho élu           | FG (PCF) (Divers gauche) | 9 999        | 23,14        | 18 332      | 42,71       |  |
|                | Michel Guiniot                 | RBM (FN)                 | 9 578        | 22,16        | 8 731       | 20,34       |  |
|                | Jean-Pierre Cossin             | MRC (PS, EÉLV)           | 8 855        | 20,49        |             |             |  |
|                | François Ménard                | CpF (MoDem)              | 1 071        | 2,48         |             |             |  |
|                | Karine Duteil                  | AÉI                      | 656          | 1,52         |             |             |  |
|                | Jean-Marc Iskin                | LO                       | 387          | 0,90         |             |             |  |
|                | Katell Mautin                  | PDF                      | 334          | 0,77         |             |             |  |
|                |                                |                          |              |              |             |             |  |
| Inscrits       | Inscrits                       | Inscrits                 | 74 667       | 100,00       | 74 661      | 100,00      |  |
| Abstentions    | Abstentions                    | Abstentions              | 30 704       | 41,12        | 30 674      | 41,08       |  |
| Votants        | Votants                        | Votants                  | 43 963       | 58,88        | 43 987      | 58,92       |  |
| Blancs et nuls | Blancs et nuls                 | Blancs et nuls           | 750          | 1,71         | 1 062       | 2,41        |  |
| Exprimés       | Exprimés                       | Exprimés                 | 43 213       | 98,29        | 42 925      | 97,59       |  |

### Élections de 2017
Les élections législatives françaises de 2017 ont eu lieu les dimanches 11 et 18 juin 2017.
|                                                                       |                                                                          |                           |                           |                          |                          |
|                                                                       |                                                                          | Premier tour 11 juin 2017 | Premier tour 11 juin 2017 | Second tour 18 juin 2017 | Second tour 18 juin 2017 |
|                                                                       |                                                                          |                           |                           |                          |                          |
|                                                                       |                                                                          | Nombre                    | % des inscrits            | Nombre                   | % des inscrits           |
| Inscrits                                                              | Inscrits                                                                 | 75 255                    | 100,00                    | 75 229                   | 100,00                   |
| Abstentions                                                           | Abstentions                                                              | 37 637                    | 50,01                     | 41 739                   | 55,48                    |
| Votants                                                               | Votants                                                                  | 37 618                    | 49,99                     | 33 490                   | 44,52                    |
|                                                                       |                                                                          |                           | % des votants             |                          | % des votants            |
| Bulletins blancs                                                      | Bulletins blancs                                                         | 516                       | 1,37                      | 2 563                    | 7,65                     |
| Bulletins nuls                                                        | Bulletins nuls                                                           | 184                       | 0,49                      | 760                      | 2,27                     |
| Suffrages exprimés                                                    | Suffrages exprimés                                                       | 36 918                    | 98,14                     | 30 167                   | 90,08                    |
|                                                                       |                                                                          |                           |                           |                          |                          |
| Candidat Étiquette politique (partis et alliances)                    | Candidat Étiquette politique (partis et alliances)                       | Voix                      | % des exprimés            | Voix                     | % des exprimés           |
|                                                                       |                                                                          |                           |                           |                          |                          |
|                                                                       | Carole Bureau-Bonnard La République en marche                            | 11 091                    | 30,04                     | 17 619                   | 58,40                    |
|                                                                       | Michel Guiniot Front national                                            | 7 759                     | 21,02                     | 12 548                   | 41,60                    |
|                                                                       | Patrice Carvalho (député sortant) Parti communiste français              | 6 963                     | 18,86                     |                          |                          |
|                                                                       | Éric de Valroger Les Républicains (Union des démocrates et indépendants) | 5 869                     | 15,90                     |                          |                          |
|                                                                       | Géraldine Minet La France insoumise                                      | 2 692                     | 7,29                      |                          |                          |
|                                                                       | Caroline Marzucchetti Europe Écologie Les Verts                          | 1 021                     | 2,77                      |                          |                          |
|                                                                       | Véronique Rogez Debout la France                                         | 761                       | 2,06                      |                          |                          |
|                                                                       | Jean-Marc Iskin Lutte ouvrière                                           | 354                       | 0,96                      |                          |                          |
|                                                                       | Marie Veryepe Divers (Union populaire républicaine)                      | 283                       | 0,77                      |                          |                          |
|                                                                       | Garry Cambon Divers (Allons enfants !)                                   | 125                       | 0,34                      |                          |                          |
| Source : Ministère de l'Intérieur - Sixième circonscription de l'Oise |                                                                          |                           |                           |                          |                          |

### Élections de 2022
|                                                    |                                                                                    |                           |                           |                          |                          |
|                                                    |                                                                                    | Premier tour 12 juin 2022 | Premier tour 12 juin 2022 | Second tour 19 juin 2022 | Second tour 19 juin 2022 |
|                                                    |                                                                                    |                           |                           |                          |                          |
|                                                    |                                                                                    | Nombre                    | % des inscrits            | Nombre                   | % des inscrits           |
| Inscrits                                           | Inscrits                                                                           | 75 884                    | 100                       | 75 897                   | 100                      |
| Abstentions                                        | Abstentions                                                                        | 39 064                    | 51,48                     | 40 479                   | 53,33                    |
| Votants                                            | Votants                                                                            | 36 820                    | 48,52                     | 35 418                   | 46,67                    |
|                                                    |                                                                                    |                           | % des votants             |                          | % des votants            |
| Bulletins blancs                                   | Bulletins blancs                                                                   | 570                       | 1,55                      | 2227                     | 6,29                     |
| Bulletins nuls                                     | Bulletins nuls                                                                     | 187                       | 0,51                      | 598                      | 1,69                     |
| Suffrages exprimés                                 | Suffrages exprimés                                                                 | 36 063                    | 97,94                     | 32 593                   | 92,02                    |
|                                                    |                                                                                    |                           |                           |                          |                          |
| Candidat Étiquette politique (partis et alliances) | Candidat Étiquette politique (partis et alliances)                                 | Voix                      | % des exprimés            | Voix                     | % des exprimés           |
|                                                    |                                                                                    |                           |                           |                          |                          |
|                                                    | Michel Guiniot Rassemblement national                                              | 10 322                    | 28,62                     | 17 135                   | 52,57                    |
|                                                    | Carole Bureau-Bonnard* Ensemble                                                    | 7 875                     | 21,84                     | 15 458                   | 47,43                    |
|                                                    | Florian Dumoulin Nouvelle Union populaire écologique et sociale (Parti socialiste) | 6 475                     | 17,95                     |                          |                          |
|                                                    | Anne-Sophie Fontaine Les Républicains                                              | 5 133                     | 14,23                     |                          |                          |
|                                                    | Marc-Antoine Brekiesz Divers droite Nouveau Centre                                 | 2 013                     | 5,58                      |                          |                          |
|                                                    | Guy-Eric Imbert Reconquête                                                         | 1 658                     | 4,60                      |                          |                          |
|                                                    | Elisa Escherich Écologistes                                                        | 857                       | 2,38                      |                          |                          |
|                                                    | Nicole Iung Parti animaliste                                                       | 637                       | 1,77                      |                          |                          |
|                                                    | Véronique Rogez Droite souverainiste (Debout la France)                            | 571                       | 1,58                      |                          |                          |
|                                                    | Jean-Marc Iskin Lutte ouvrière                                                     | 522                       | 1,45                      |                          |                          |
| * Députée sortante                                 |                                                                                    |                           |                           |                          |                          |

### Élections de 2024
| Candidat                 | Candidat                     | Parti et coalition       | Nuance                   | Premier tour | Premier tour | Second tour | Second tour |
| Candidat                 | Candidat                     | Parti et coalition       | Nuance                   | Voix         | %            | Voix        | %           |
| ------------------------ | ---------------------------- | ------------------------ | ------------------------ | ------------ | ------------ | ----------- | ----------- |
|                          | Michel Guiniot               | RN                       | RN                       | 23 402       | 47,88        | 25 058      | 52,44       |
|                          | Daniel Leca                  | UDI (ENS)                | UDI                      | 11 207       | 22,93        | 22 725      | 47,56       |
|                          | Baptiste de Fresse de Monval | LÉ (NFP)                 | UG                       | 9 999        | 20,46        | Retrait     | Retrait     |
|                          | Nathalie Charruau            | LC (UDC)                 | DVD                      | 2 766        | 5,66         |             |             |
|                          | Guy-Éric Imbert              | REC                      | REC                      | 857          | 1,75         |             |             |
|                          | Jean-Marc Iskin              | LO                       | EXG                      | 648          | 1,33         |             |             |
|                          |                              |                          |                          |              |              |             |             |
| Suffrages exprimés       | Suffrages exprimés           | Suffrages exprimés       | Suffrages exprimés       | 48 879       | 97,32        | 47 783      | 95,72       |
| Votes blancs             | Votes blancs                 | Votes blancs             | Votes blancs             | 996          | 1,98         | 1 645       | 3,30        |
| Votes nuls               | Votes nuls                   | Votes nuls               | Votes nuls               | 352          | 0,70         | 492         | 0,99        |
| Total                    | Total                        | Total                    | Total                    | 50 227       | 100          | 49 920      | 100         |
| Abstention               | Abstention                   | Abstention               | Abstention               | 25 629       | 33,79        | 25 942      | 34,20       |
| Inscrits / participation | Inscrits / participation     | Inscrits / participation | Inscrits / participation | 75 856       | 66,21        | 75 862      | 65,80       |

#### Département de l'Oise
- La fiche de l'INSEE de cette circonscription : « Tableaux et Analyses de la sixième circonscription de l'Oise », sur insee.fr, site de l'Institut national de la statistique et des études économiques (consulté le 10 juin 2007) [PDF]

- « Tous les députés du département de l'Oise depuis 1789 », sur assemblee-nationale.fr, site de l'Assemblée nationale française (consulté le 10 juin 2007)

- « Informations contentieuses sur le département de l'Oise (Élections législatives de 2002) »(Archive.org • Wikiwix • Archive.is • Google • Que faire ?), sur conseil-constitutionnel.fr, site du Conseil constitutionnel (consulté le 13 juin 2007)

#### Circonscriptions en France
- « Carte des circonscriptions législatives en France », sur assemblee-nationale.fr, site de l'Assemblée nationale française (consulté le 10 juin 2007)

- « Résultats électoraux officiels en France »(Archive.org • Wikiwix • Archive.is • Google • Que faire ?), sur interieur.gouv.fr, site du ministère de l'Intérieur (France) (consulté le 13 juin 2007)

- Description et Atlas des circonscriptions électorales de France sur http://www.atlaspol.com, Atlaspol, site de cartographie géopolitique, consulté le 13 juin 2007.